# SPA-Viberti AS.42
De SPA-Viberti AS.42 Sahariana was een Italiaans verkenningsvoertuig voor het leger. De AS.42 Sahariana was ontwikkeld door SPA-Viberti op basis van de Autoblinda AB41 pantserwagen. Het voertuig was bestemd voor verkenningsdoeleinden in de Sahara en werd geproduceerd in 1942 en 1943.

## Ontwerp
Het voertuig werd in 1942 ontworpen met de Italiaanse pantserwagen Autoblinda AB41 als basis. Het had niet alleen vierwielaandrijving, maar ook alle wielen konden gestuurd worden. Dit laatste maakte het voertuig wendbaar, maar was gevaarlijk bij hoge snelheden. De zescilinder dieselmotor was achterin geplaatst en was aangesloten op een versnellingsbak met zes versnellingen vooruit en zes achteruit. De chauffeur zat in het midden van het voertuig. De cabine bood voldoende ruimte voor de bemanning van vijf personen, bewapening en munitie. Het voertuig was open, maar de cabine kon met canvas worden afgedekt. De AS.42 had een interne benzinetank voor 200 liter brandstof, maar kon – vooral aan de zijkanten van het voertuig - ook nog 24 jerrycans meenemen. De meeste waren gevuld met dieselolie, maar ook met water.
De bewapening varieerde over tijd en was afhankelijk van de acties waarvoor het voertuig werd ingezet, voorbeelden hiervan zijn:
- 8mm-Breda model 37 machinegeweer;
- 20mm-Breda model 35 kanon;
- 20mm-Solothurn S18/1000 kanon;
- 47mm-Breda 47/32 kanon.

## Gebruik
Het voertuig was in productie in de jaren 1942 en 1943. Het was speciaal ontwikkeld voor de zandwoestijn en werd hier ook veelvuldig ingezet tijdens de militaire acties in Noord-Afrika. De inzet was vergelijkbaar met die van de Engelse Long Range Desert Group (LRDG). De resultaten in het veld waren goed, maar het voertuig was duur en gecompliceerd in onderhoud. Er zijn geen exemplaren behouden gebleven.

## Naslagwerk
- Bart H. Vanderveen: The Observer's Fighting Vehicles Directory (World War II)